# Gordon Gray
Gordon Gray, född 30 maj 1909 i Baltimore i Maryland, död 26 november 1982 i Washington, D.C., var en amerikansk jurist och ämbetsman.

## Biografi
Gordon Gray växte upp i en välbärgad familj och fadern var styrelseordförande för R. J. Reynolds Tobacco Company. Den unge Gray tog sin bachelorexamen från University of North Carolina at Chapel Hill 1933, följt av juristexamen från Yale Law School 1933. Han godkändes i bar exam för delstaten New York samma år som sin examen och kom att arbeta där i ytterligare två år, innan flytt till North Carolina vars bar exam han också avklarade. Gray var mellan 1937 och 1947 styrelseordförande för Piedmont Publishing Company som drev lokaltidningar och en radiostation i delstaten. Gray var delstatssenator i North Carolina från 1939 till 1942.
1942 tog han värvning i USA:s armé som menig i infanteriet, följt av officersfullmakt följande år. Gray tjänstgjorde i armén fram till andra världskrigets slut 1945 med kapten som slutgrad. Han återgick därefter till North Carolinas delstatssenat i två år, innan han erbjöds en hög civil chefsbefattning i Pentagon på USA:s armédepartement (engelska: Assistant Secretary of the Army). På våren avancerade han till armédepartementets understatssekreterare i en månad, innan avancemang till posten som USA:s arméminister. Som arméminister kom han att avsluta det militära ockupationsstyret av Västtyskland. Under 1950 arbetade Gray som rådgivare i Vita huset till USA:s president Harry S Truman i utrikesfrågor med fokus på ekonomisk policy.
Han var därefter rektor för sitt alma mater, University of North Carolina, fram till 1955. I Dwight Eisenhowers administration var Gray först enhetschef i USA:s försvarsdepartement för internationella säkerhetsfrågor (engelska: Assistant Secretary of Defense for International Security Affairs) fram till 1957 och därefter chef för Office of Defense Mobilization i ett år. 1958 utnämndes Gray till nationell säkerhetsrådgivare till USA:s president och kom att arbeta nära Eisenhower under återstoden av dennes tid som president. Gary erhöll presidentens frihetsmedalj den 18 januari 1961.
Gray var från den tiden ledamot av Foreign Intelligence Advisory Board och var det ända fram till 1977. Han avled i sviterna av cancer 1982.